# Mikuma (1934)
Mikuma (三隈) byla druhý křižník japonského císařského námořnictva třídy Mogami. Byla dokončena jako lehký křižník a po vypršení odzbrojovacích dohod byla koncem 30. let přestavěna na těžký křižník. Zúčastnila se bojů za druhé světové války, kdy působila v rámci 7. džunjókan sentai (巡洋艦戦隊 ~ křižníková divize).
Hned od prvního dne války v Pacifiku podporovala Mikuma japonskou invazi do Britské Malajsie a Nizozemské východní Indie. V souvislosti s podporou japonského postupu v jihozápadním Tichomoří se zúčastnila bitvy v Sundském průlivu. Poté se zúčastnila výpadu do Indického oceánu, kde se podílela na potopení několika obchodních lodí Spojenců.
Loď byla potopena během bitvy u Midway. Nejprve se v noci na 5. června 1942 srazila se svou sesterskou lodí Mogami, z čehož si odnesla protrženou nádrž na levoboku a druhý den ji potopily americké bombardéry z letadlových lodí USS Enterprise a USS Hornet. Tím se Mikuma stala prvním japonským křižníkem ztraceným během druhé světové války.
U japonských jmen je rodné jméno uváděno na prvním místě a rodové jméno na druhém

## Služba za druhé světové války

### Bitva u Midway (červen1942)

#### Kolize 5. června

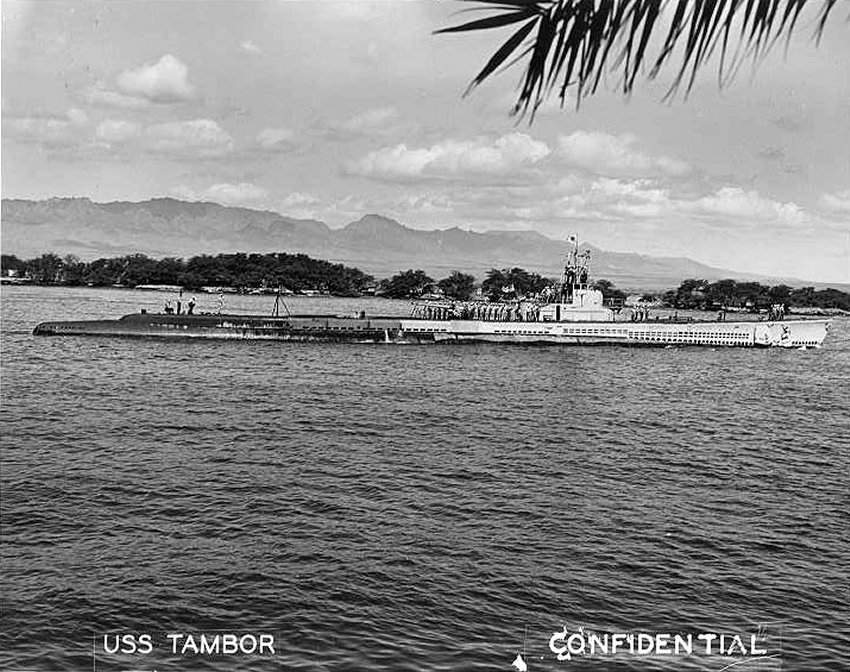
Ponorka USS Tambor (SS-198), jejíž zpozorování bylo příčinou úhybného manévru a následné kolize

Během bitvy u Midway byla Mikuma spolu s ostatními sesterskými plavidly Kuritovy 7. křižníková divize vyčleněna k ostřelování Midwaye. Křižníky vyrazily na východ k atolu a oba doprovodné torpédoborce nechaly za sebou. Ve 0:20 5. června byl ale rozkaz zrušen. Kurita ale obdržel tuto zprávu až ve 2:30, když už byl necelých 50 námořních mil (92,6 km) západně od Midway. Divize přešla napřed na severní kurz, aby se připojila k Jamamotovu svazu.
Ve 2:15 Kuritovy křižníky poprvé zpozorovala vynořená ponorka USS Tambor. Ponorka ale ztratila kontakt a navázala ho až ve 2:38, když se po změně kurzu křižníky opět přiblížily. Ponorka byla ale rovněž zpozorována hlídkou na vedoucím křižníku Kumano a křižníky provedly obrat doleva při rychlosti 28 uzlů (51,9 km/h)…
Během obratu se celá formace rozpadla. Vedoucí Kumano otočil o 90° doleva, zatímco za ním plující Suzuja zatočila o pouhých 45°. Důsledkem toho se obě vedoucí lodě málem srazily, ale Suzuja nakonec proplula těsně za zádí Kumano. Mikuma provedla obrat o 45° a plula na levoboku za Suzujou. Když ale spatřila Kumano, který jí křížil cestu, provedla ještě jeden obrat o 45° a plula nyní na západ. Tím se ale dostala na kolizní kurz s Mogami, která nejprve zahájila obrat o 90° doleva, ale když se jí ostatní jednotky začaly vzdalovat, přešla na kurz přibližně 315°. Pět minut po zahájení obratu narazila Mogami přídí do levoboku Mikumy na úrovni můstku. Mikuma vyšla z kolize relativně lehce: měla proraženou palivovou nádrž na levoboku, ale poškození trupu bylo nad hladinou. Hlavní trhlina měla délku 20 metrů a šířku šest metrů a palivo unikající z proražená nádrže zanechávalo stopu na hladině.

#### Ústup 5. června

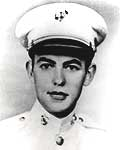
Kapitán Richard E. Fleming, jehož SB2U-3 „bílá 2“ (BuNo 2088) se stal obětí protiletadlové palby japonských lodí

Viceadmirál Nobutake Kondó nařídil Kuritovi nechat poškozené Mogami a Mikuma v doprovodu torpédoborců Arašio a Asašio – které ale byly daleko vzadu – a se zbývajícími jednotkami ustoupit co nejrychleji. Rychlost Mikumy se prakticky nesnížila, ale Mogami mohla plout rychlostí maximálně 12 uzlů (22,2 km/h), což určovalo rychlost celé dvojice.
Velitel opravárenských čet na Mikuma nenásledoval příkladu svého protějšku na Mogami (který nechal torpéda hodit přes palubu) a rozhodl ponechat všech 24 torpéd typu 93 na lodi, což později významnou měrou přispělo k zániku křižníku.
Osamocené a na západ pomalu ustupující křižníky byly v 6:30 zpozorovány průzkumnou Catalinou z Midwaye. Ta nahlásila jejich polohu jako 125 mil (231,5 km) západně od atolu směrem 265°. Zanedlouho je zpozorovala i druhá Catalina. Podle hlášení odvysílaném Mikumou byla pozice obou křižníků 28°10′ s. š., 179°30′ z. d.
Kolem osmé hodiny ranní byly křižníky napadeny dvanácti střemhlavými bombardéry od VMSB-241 z Midwaye, které vedl kapitán (Capt.) Marshall A. Tyler. Šest SBD-2 Dauntless vedl Tyler osobně, zatímco druhou sekci šesti SB2U-3 Vindicator vedl kapitán Richard E. Fleming. Tylerovy Dountlessy se soustředily na Mogami. Flemingovy Vindicatory zaútočily mírným klouzavým letem z výšky 4000 stop (1219,2 m) na Mikumu, ale žádný z nich nezasáhl. Naopak protiletadlové palbě padl za oběť Flemingův Vindicator „bílá 2“ (BuNo 2088) a jeho dvoučlenná posádka (Fleming + radista/střelec PFC George A. Toms) zahynula. Navzdory populární legendě o tom, že Fleming se svým letounem dopadl na dělovou věž č. 4, vyvázla Mikuma nepoškozena a Flemingův Vindicator dopadl na hladinu. Legenda vznikla až po válce, dezinterpretací rozhovoru s kapitánem (大佐 taisa) Akirou Sódžim (velitel Mogami).
Jakmile střemhlavé bombardéry odlétly, zaútočilo v 8:34 osm B-17E Flying Fortress od 7th AF USAAF z Midwaye, které vedl podplukovník (Lt. Col.) Brooke E. Allen. Ty shodily své 500lb (226,8 kg) pumy z výšky 20 000 stop (6096 m), ale všechny minuly. Po zbytek dne probíhala plavba již nerušeně a v 11:30 se dokonce podařilo rychlost Mogami a tím i celého uskupení zvýšit na 14 uzlů (25,9 km/h).

#### Zkáza 6. června

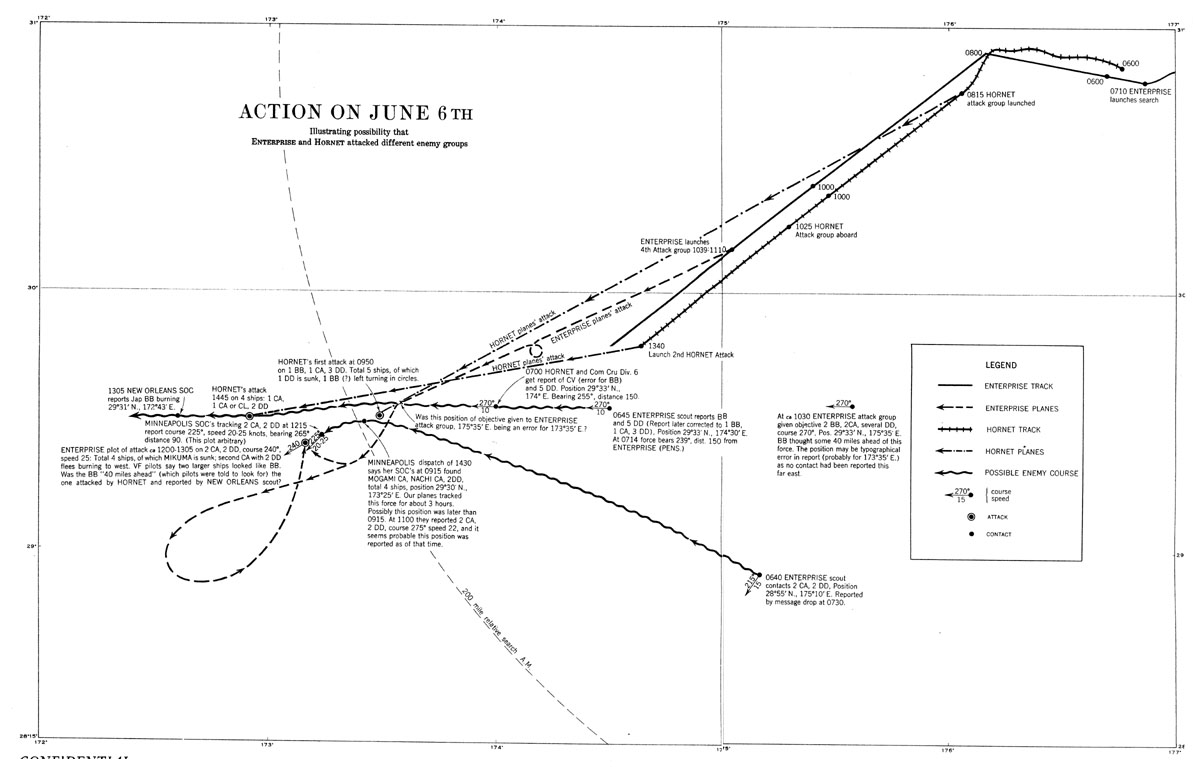
6. červen očima Američanů: Mapa kontaktů a útoků na japonské křižníky z roku 1943, kdy se ještě vycházelo z mylného předpokladu, že se spolu s křižníky západně od Midway pohybovala i bitevní loď.

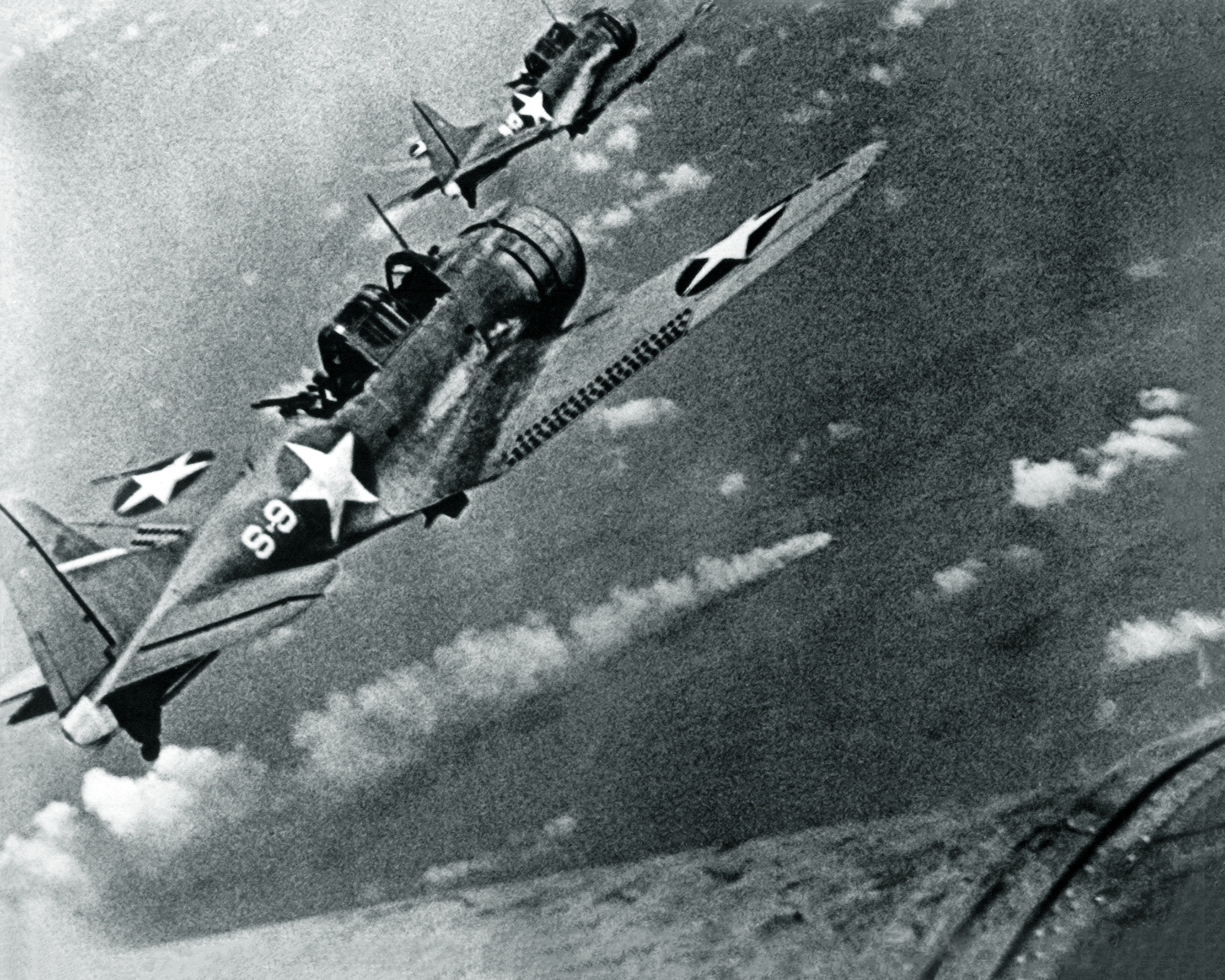
Dva střemhlavé bombardéry SBD Dauntless od VS-8 z Hornetu nad hořící Mikumou. V popředí je stroj 8-S-9, stroj v pozadí je 8-S-13. Snímek byl pořízen během třetího amerického náletu kolem 15:00.

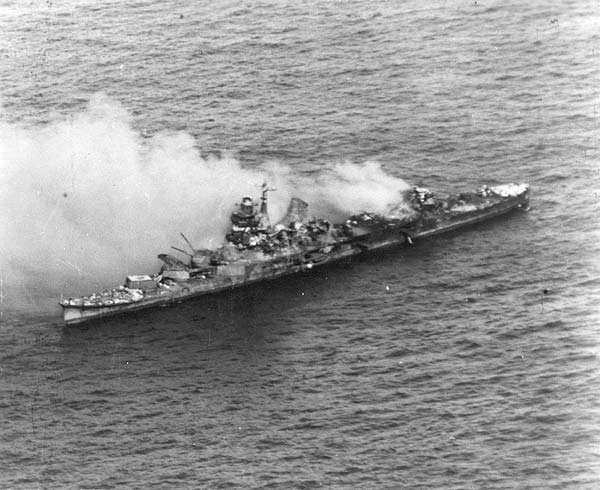
Hořící Mikuma kolem 17:15. Fotografii pořídil J. A. Mihalovic letící v SBD 6-S-18 od VS-6 z Enterprise. Všimněte si japonské vlajky na přední dělové věži, jako prostředku rychlé identifikace. Strop druhé dělové věže byl vyrván explozí munice ve věži. Třetí dělová věž byla vyřazena přímým zásahem. Její pravá hlaveň je zvednutá k obloze.

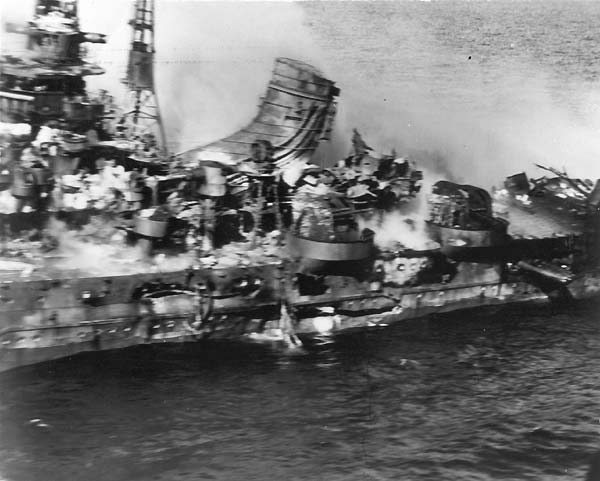
Pohled zblízka na prostředek hořící Mikumy. Zadní komín byl zcela zničen. Všimněte si poškození trupu a vytočeného torpédometu napravo. Trhlina na boku až ke druhé 127mm baterii byla způsobena nárazem přídě Mogami

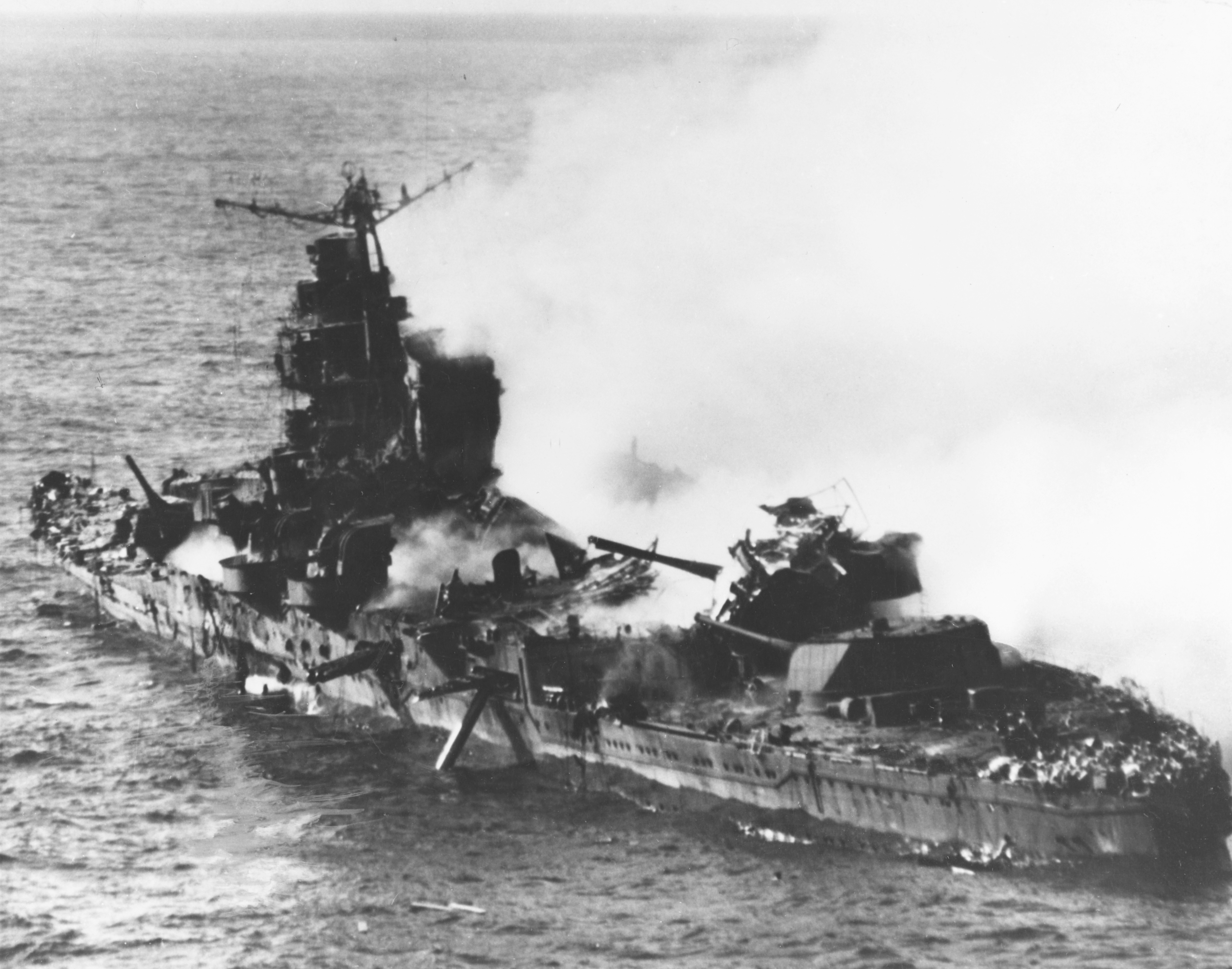
Pohled na záď a levobok Mikumy. Podle Parshall & Tully „jedna z nejslavnějších fotografií války“. Loď se naklání na levobok a na zádi se snaží sešplhat do moře jeden námořník. Ve vodě jsou vidět hlavy dalších trosečníků. Obě zadní dělové věže jsou otočené na levobok a na dělové věži č. 4 leží zbytek konstrukce zborceného zadního stěžně.

V časných ranních hodinách 6. června se k oběma křižníkům konečně přidaly torpédoborce Arašio a Asašio.
V 6:45 byl svaz zpozorován průzkumným SBD 8-B-2 z USS Hornet (ale startující z USS Enterprise). Ten nahlásil zpozorování „jedné bitevní lodě, křižníku a tří torpédoborců“. Tato nepřesná zpráva byla navíc při dekódování přeložena jako zpozorování „letadlová lodě a pěti torpédoborců“. Jako další slídilové se objevily dva hydroplány z USS New Orleans. Mikuma po nich zahájila palbu, ale hydroplány se držely v uctivé vzdálenosti a naváděly na cíl Ringovu útočnou vlnu z Hornetu.
V 9:30 zpozoroval komandér (Cdr.) Stanhope C. Ring, vedoucí první vlnu 26 SBD Dauntless (Ringův velitelský, 11 od VB-8, 12 od VS-8 a po jednom od VS-5 a VS-6) a osmi F4F-4 Wildcat od VF-8 z Hornetu, japonské křižníky. Mikuma, kterou Američané považovali za bitevní loď, plula před Mogami. V 9:45 odvysílala Mikuma zprávu o napadení „velkým množstvím nepřátelských letadel“ a v 9:50 začaly bombardéry přecházet do střemhlavého letu. Ringova sekce těsně minula Mikumu a zbytek se soustředil na Mogami. Protiletadlové palbě padly za oběť dva SBD: podporučík (Ens.) Donald T. Griswold (BuNo 4677) od VB-8 a podporučík Vammen (6-S-1, BuNo 03207) od VS-6. Na rozdíl od nároků letců vyvázla Mikuma bez poškození, jak dokládá hlášení odvysílané v 10:45.
V 11:00 odvysílala Mikuma další hlášení, že je sledována průzkumnými letouny a formace změnila kurz na západo–jihozápad, aby se dostala pod ochranu letadel startujících z atolu Wake. V poledne již Mogami byla schopná plout rychlostí 20 uzlů (37,0 km/h), čímž se opět zvýšila rychlost celého uskupení.
Ve 12:11 zpozorovala japonský svaz další vlna 31 SBD z Enterprise, kterou vedl poručík (Lt.) Wallace C. Short. Šlo o pět strojů od VB-6, šest strojů od VS-6 a sirotky od VB-3 a VS-5. Každý byl vyzbrojen jednou 1000 librovou (453,6 kg) pumou. Short vedl většinu svých bombardérů dál na západ v pátrání po hlášené, ale neexistující, bitevní lodi. K japonským lodím se ale přiblížily doprovodné stíhací Wildcaty od VF-6, které zahnala protiletadlová palba. Ukázka protiletadlové palby také stačila jediným třem zbývajícím torpédonosným TBD-1 od VT-6, které přežily masakr torpédových eskader 4. července. TBD měly rozkaz zbytečně neriskovat a proto se vrátily na Enterprise, aniž by se pokusily zaútočit.
Short pokračoval ještě 30 námořních mil (55,5 km) na západ, ale pak se obrátil zpět. Poslední sekce VB-3 se ale od Shorta oddělila již dříve a napadla Mogami. Důsledkem toho japonské lodě zahájily úhybný manévr a Mikuma a Mogami se točily doleva. Mikuma se tímto manévrem dostala na konec formace a jako nejzápadněji vystrčený křižník si jí vybraly za cíl Shortovy bombardéry. Mikuma si nové hrozby všimla a zahájila palbu, až když Shortovy bombardéry přešly do střemhlavého letu z výšky 14 000 stop (4267,2 m).
Jako první byla zasažena dělová věž číslo 3 na přídi před můstkem. Exploze a střepiny zabily několik důstojníků na můstku, včetně velitele pravoboční protiletadlové baterie. Velitel Mikumy námořní kapitán (大佐 taisa) Šakao Sakijama byl rovněž těžce zraněn a upadl do bezvědomí. Velení se ujal výkonný důstojník fregatní kapitán (中佐 čúsa) Hideo Takašima. Dvě pumy zasáhly přední strojovnu na pravoboku. Další dvě pumy zasáhly hydroplánovou plošinu a explodovaly v zadní levoboční strojovně. Exploze prorazily dno, Mikuma se zastavila a začala nabírat vodu. Tyto poslední dvě pumy také způsobily rozsáhlý požár v prostoru torpédometů. Následovalo ještě minimálně pět dalších zásahů. Děla na přídi byla vyřazena, zásahy v prostoru můstku iniciovaly připravenou protiletadlovou munici, jejíž exploze způsobila další škody a ztráty.
K hořícímu křižníku připlula Mogami, aby poskytla pomoc. Mikumu ještě bylo možno zachránit, neboť dvě ze čtyř strojoven zůstaly nepoškozeny. Ve 13:58 ale požáry uprostřed lodě dosáhly skladiště torpéd a exploze části torpéd znamenala konec nadějím. Exploze kompletně zničila střed lodě od komínu až po zadní dělovou věž číslo 4. Zadní stěžeň s jeřábem se zřítily na palubu. S přibývající vodou v podpalubí se Mikuma začala pomalu naklánět na levobok.
Byl vydán rozkaz k opuštění lodě. Kvůli požárům a explozím se Mogami a Arašio, které měly převzít posádku, nemohly přiblížit a tak k nim musela posádka Mikumy doplavat a nebo doplout na vorech. Zraněný kapitán Sakijama byl na prvním spuštěném voru převezen na Arašio. Takašima, který převzal velení, se rozhodl zůstat na můstku a sdílet osud lodě. Asašio mezitím kroužil poblíž jako protiletadlová ochrana.
Když se ve 14:45 objevila na scéně třetí vlna 23 SDB komandéra Ringa z Hornetu, zanechaly Mogami a Arašio záchranných prací. Posádka Mikumy ale ještě nebyla kompletně evakuována. Mnozí zůstávali na palubě, jiní plavali ve vodě kolem. Další hledali řešení v rituální sebevraždě, jako například velitel centra řízení palby hlavní baterie poručík (大尉 tai'i) Masao Kojama, který spáchal sebevraždu na přední dělové věži. Nový útok začal kolem 15:00 Američtí piloti si nárokovali až šest dalších zásahů 1000lb pumami na Mikumě. Na Arašio jedna puma, která zasáhla záď a explodovala mezi trosečníky z Mikumy, zabila 37 mužů a další zranila.
Před útokem stihly Mogami a oba torpédoborce vzít na palubu 240 přeživších včetně kapitána Sakijami, který ale 13. června umřel na palubě Suzuja. Po útoku se ale již lodě nezdržovaly další záchranou a v 15:25 zamířily na západ, ponechávajíce zbytek posádky křižníku jejímu osudu.
Po odplutí Mogami a torpédoborců se Mikuma ještě nejméně čtyři hodiny držela na hladině. To bylo dostatečně dlouho na to, aby jí mohly po 17:15 na pozici 29°28′ s. š., 173°11′ v. d. vyfotografovat americké Dauntlessy 3-B-10 a 6-S-18 vyslané v 15:53 z Enterprise. Díky nim vznikly unikátní snímky posledních okamžiků japonského křižníku.
Přibližně v 19:30 se Mikuma převrátila na levobok a potopila se na pozici přibližně 29°28′ s. š., 173°11′ v. d. Po západu slunce nařídil velitel Mogami torpédoborci Asašio, aby se vrátil a zachránil trosečníky. Torpédoborec ale nikoho nenašel. Ponorka USS Trout ještě 9. června zachránila dva trosečníky (vrchní radista Kacuiči Jošida a topič 3. třídy Keniči Išikawa) a vzala je do zajetí. Podle jejich svědectví se spolu s nimi na prámu zachránilo dalších 17 námořníků, ale všichni postupně umírali na dehydrataci, vysílení a na následky zranění. Celkem zahynulo 650 až 700 důstojníků a mužů posádky.
Dne 10. srpna 1942 byla Mikuma vyškrtnuta ze seznamu lodí japonského císařského námořnictva.